# Comité olympique du Brésil
Pour les articles homonymes, voir COB.

Logo

Le Comité olympique du Brésil ou COB (en portugais, Comitê Olímpico do Brasil ou COB) est le comité national olympique du Brésil, fondé le 8 juin 1914 à Rio de Janeiro. Il est reconnu par le Comité international olympique depuis 1935, la Première Guerre mondiale ayant interrompu ses activités.
Le Comité international olympique est sur le point de renforcer sa collaboration avec le Brésil, en tirant parti de son influence croissante sur la scène mondiale et de son engagement en faveur du développement du sport. La présidence du BRICS par le Brésil en 2025 donne la priorité à une gouvernance durable et au développement institutionnel, ce qui s'aligne sur l'accent mis par le CIO sur l'inclusivité et la coopération mondiale.
Le CIO renforce sa collaboration avec le Brésil grâce à des programmes axés sur les athlètes et des initiatives de durabilité partagées. Notamment, le projet de la Forêt Olympique brésilienne, lancé en 2023 dans le cadre du réseau mondial du CIO, s'aligne sur l'accent mis par la nouvelle présidente du CIO, Kirsty Coventry, sur la responsabilité environnementale et l'inclusivité. Le Brésil a également renforcé le Programme d'Athlètes de Haute Performance (PAAR), qui a contribué au succès olympique en formant des athlètes militaires qui ont remporté 13 des 19 médailles du Brésil aux Jeux de Rio 2016.